# Frank Johnson
Franklin Lenard "Frank" Johnson (Weirsdale, Florida, 23 de noviembre de 1958) es un exjugador y entrenador de baloncesto estadounidense que disputó 10 temporadas en la NBA, además de tres temporadas entre la liga italiana y la liga francesa. Posteriormente entrenó a los Phoenix Suns durante tres temporadas. Con 1,88 metros de estatura, jugaba en la posición de base. Es hermano del también exjugador de la NBA Eddie Johnson.

## Trayectoria deportiva

### Universidad
Jugó durante cinco temporadas con los Demon Deacons de la Universidad de Wake Forest, en las que promedió 14,6 puntos y 3,8 asistencias por partido. En 1979 fue incluido en el segundo mejor quinteto de la Atlantic Coast Conference, y tras perderse casi una temporada completa por lesión, en 1981 lo hizo en el mejor equipo de la conferencia.

### Profesional
Fue elegido en la undécima posición del Draft de la NBA de 1981 por Washington Bullets, con los que firmó un contrato por 5 temporadas y 200.000 dólares por cada una de ellas. Tras una buena primera temporada, en la que fue titular en 29 de los 79 partidos que disputó, su mejor campaña fue la siguiente, la temporada 1982-83, en la que ya como titular indiscutible, promedió 12,5 puntos y 8,1 asistencias, cifra esta última que le permitió acabar como quinto mejor pasador de la liga, en una clasificación que encabezó Magic Johnson.
Jugó una temporada más a un alto nivel, pero las lesiones empezaron a hacer mella en él, perdiéndose en las tres siguientes campañas con los Bullets 168 de los 246 partidos posibles. Antes del comienzo de la temporada 1987-88 se convierte en agente libre, firmando con New Jersey Nets, donde no llega a disputar ningún partido, ya que es seguidamente traspasado junto con Tony Brown, Tim McCormick y Lorenzo Romar a Houston Rockets, a cambio de Joe Barry Carroll y Lester Conner. Allí se convierte en el suplente del indiscutible Sleepy Floyd, jugando poco más de 13 minutos por partido, en los que promedia 4,4 puntos y 2,7 asistencias por noche. Tras esa temporada es incluido en el draft de expansión, siendo elegido por Miami Heat, quienes sin embargo lo despiden antes del comienzo de la temporada, por lo que decide aceptar una oferta del Ranger Varese de la liga italiana. Allí disputa dos temporadas, en las que ganaría la Copa de Italia en 1990. Tras un breve paso por el Basket Rimini de la serie A2 italiana, ficha por el Olympique Antibes de la liga francesa, donde juega una temporada tras la cual regresa a Estados Unidos, firmando como agente libre con Phoenix Suns, con los que conseguiría jugar las Finales de la NBA en su primera temporada, en las que cayeron ante Chicago Bulls por 4-2. Tras una temporada más en Arizona, no es renovado su contrato, optando por la retirada. En el total de su carrera en la NBA promedió 8,3 puntos y 4,2 asistencias por partido.

### Entrenador
En 1997 es contatado como entrenador asistente de los Phoenix Suns, puesto que ocupó 5 temporadas, hasta que mediada la temporada 2001-02 se convirtió en el entrenador principal, sustituyendo a Scott Skiles. Permaneció en el puesto hasta la mitad de la temporada 2003-04, ganando 63 partidos y perdiendo 71. Fue reemplazado por su asistente, Mike D'Antoni.

## Estadísticas de su carrera en la NBA

### Temporada regular
| Temporada | Edad | Equipo             | Liga | P   | TIT | MIN  | TC  | TCA  | %TC  | 3P  | 3PA | %3P  | TL  | TLA | %TL  | R.OF. | R.DEF. | REB | ASIS | ROB | TAP | PER | FP  | PTS  |
| 1981-82   | 23   | Washington Bullets | NBA  | 79  | 29  | 25.7 | 4.3 | 10.3 | .414 | 0.2 | 1.0 | .215 | 1.9 | 2.6 | .750 | 0.4   | 1.4    | 1.9 | 4.8  | 1.0 | 0.1 | 2.0 | 2.5 | 10.7 |
| 1982-83   | 24   | Washington Bullets | NBA  | 68  | 65  | 34.2 | 4.7 | 11.6 | .408 | 0.2 | 0.9 | .230 | 2.9 | 3.8 | .751 | 0.7   | 1.9    | 2.6 | 8.1  | 1.6 | 0.1 | 3.5 | 2.5 | 12.5 |
| 1983-84   | 25   | Washington Bullets | NBA  | 82  | 81  | 32.8 | 4.8 | 10.2 | .467 | 0.1 | 0.5 | .256 | 2.3 | 3.1 | .742 | 0.7   | 1.5    | 2.2 | 6.9  | 1.2 | 0.1 | 2.3 | 2.1 | 12.0 |
| 1984-85   | 26   | Washington Bullets | NBA  | 46  | 1   | 20.1 | 3.8 | 7.8  | .489 | 0.1 | 0.4 | .353 | 1.6 | 2.1 | .750 | 0.5   | 0.9    | 1.4 | 3.1  | 0.9 | 0.1 | 1.3 | 1.6 | 9.3  |
| 1985-86   | 27   | Washington Bullets | NBA  | 14  | 9   | 28.7 | 4.9 | 11.0 | .448 | 0.0 | 0.2 | .000 | 2.7 | 3.9 | .704 | 0.5   | 1.5    | 2.0 | 5.4  | 0.8 | 0.1 | 2.1 | 2.1 | 12.6 |
| 1986-87   | 28   | Washington Bullets | NBA  | 18  | 10  | 22.2 | 3.3 | 7.1  | .461 | 0.0 | 0.1 | .000 | 1.9 | 2.7 | .714 | 0.6   | 1.1    | 1.7 | 3.2  | 1.2 | 0.0 | 1.7 | 1.7 | 8.5  |
| 1987-88   | 29   | Washington Bullets | NBA  | 75  | 17  | 16.8 | 2.9 | 6.6  | .434 | 0.0 | 0.1 | .111 | 1.6 | 2.0 | .812 | 0.5   | 1.1    | 1.6 | 2.5  | 0.9 | 0.1 | 1.3 | 1.6 | 7.4  |
| 1988-89   | 30   | Houston Rockets    | NBA  | 67  | 0   | 13.1 | 1.6 | 3.7  | .443 | 0.0 | 0.1 | .167 | 1.1 | 1.4 | .806 | 0.3   | 0.9    | 1.2 | 2.7  | 0.6 | 0.0 | 1.5 | 1.4 | 4.4  |
| 1992-93   | 34   | Phoenix Suns       | NBA  | 77  | 0   | 14.6 | 1.8 | 4.1  | .436 | 0.0 | 0.2 | .083 | 0.8 | 1.0 | .776 | 0.5   | 0.9    | 1.5 | 2.4  | 0.8 | 0.1 | 1.0 | 1.4 | 4.3  |
| 1993-94   | 35   | Phoenix Suns       | NBA  | 70  | 5   | 12.5 | 1.9 | 4.3  | .448 | 0.0 | 0.2 | .167 | 0.8 | 1.0 | .783 | 0.4   | 0.8    | 1.2 | 2.1  | 0.6 | 0.0 | 0.9 | 1.7 | 4.6  |
| Total     |      |                    | NBA  | 596 | 217 | 21.6 | 3.3 | 7.4  | .439 | 0.1 | 0.4 | .218 | 1.7 | 2.2 | .760 | 0.5   | 1.2    | 1.7 | 4.2  | 1.0 | 0.1 | 1.8 | 1.9 | 8.3  |

### Playoffs
| Temporada | Edad | Equipo             | Liga | P  | MIN | TCA | TC  | 3PA | 3P | TLA | TL | R.OF. | REB | ASIS | ROB | TAP | PER | FP | PTS | %TC  | %3P  | %FT   | MIN  | PTS  | REB | AST |
| 1981-82   | 23   | Washington Bullets | NBA  | 7  | 280 | 40  | 104 | 5   | 12 | 24  | 28 | 7     | 22  | 59   | 10  | 0   | 29  | 24 | 109 | .385 | .417 | .857  | 40.0 | 15.6 | 3.1 | 8.4 |
| 1983-84   | 25   | Washington Bullets | NBA  | 4  | 156 | 24  | 42  | 1   | 3  | 8   | 8  | 4     | 13  | 25   | 5   | 0   | 9   | 16 | 57  | .571 | .333 | 1.000 | 39.0 | 14.3 | 3.3 | 6.3 |
| 1984-85   | 26   | Washington Bullets | NBA  | 2  | 39  | 4   | 14  | 1   | 6  | 6   | 6  | 1     | 4   | 7    | 2   | 0   | 2   | 5  | 15  | .286 | .167 | 1.000 | 19.5 | 7.5  | 2.0 | 3.5 |
| 1986-87   | 28   | Washington Bullets | NBA  | 3  | 28  | 2   | 7   | 0   | 0  | 4   | 4  | 2     | 2   | 5    | 1   | 0   | 4   | 3  | 8   | .286 |      | 1.000 | 9.3  | 2.7  | 0.7 | 1.7 |
| 1987-88   | 29   | Washington Bullets | NBA  | 5  | 44  | 7   | 22  | 0   | 2  | 4   | 4  | 0     | 2   | 1    | 4   | 0   | 2   | 4  | 18  | .318 | .000 | 1.000 | 8.8  | 3.6  | 0.4 | 0.2 |
| 1988-89   | 30   | Houston Rockets    | NBA  | 4  | 36  | 2   | 6   | 0   | 1  | 6   | 10 | 1     | 5   | 7    | 1   | 0   | 4   | 3  | 10  | .333 | .000 | .600  | 9.0  | 2.5  | 1.3 | 1.8 |
| 1992-93   | 34   | Phoenix Suns       | NBA  | 22 | 172 | 22  | 50  | 1   | 3  | 25  | 29 | 3     | 11  | 17   | 6   | 0   | 7   | 26 | 70  | .440 | .333 | .862  | 7.8  | 3.2  | 0.5 | 0.8 |
| 1993-94   | 35   | Phoenix Suns       | NBA  | 7  | 46  | 1   | 12  | 0   | 2  | 1   | 2  | 2     | 4   | 5    | 2   | 0   | 3   | 6  | 3   | .083 | .000 | .500  | 6.6  | 0.4  | 0.6 | 0.7 |
| Total     |      |                    | NBA  | 54 | 801 | 102 | 257 | 8   | 29 | 78  | 91 | 20    | 63  | 126  | 31  | 0   | 60  | 87 | 290 | .397 | .276 | .857  | 14.8 | 5.4  | 1.2 | 2.3 |